# Praha (eksperimentalfilm)
|  | Denne artikel er oprettet af botten Steenthbot ud fra en ekstern database. Den kan derfor have sproglige fejl eller mangler. Denne skabelon kan fjernes efter kontrol af indholdet. |

 For alternative betydninger, se Praha (flertydig). (Se også artikler, som begynder med Praha)
Praha er en dansk eksperimentalfilm fra 1994 instrueret af Kassandra Wellendorf efter eget manuskript.

## Handling
En personlig tolkning af byen Prag, der tager udgangspunkt i den gamle myte om en rabbiner, der skaber et kunstigt menneske. Rabbineren glemmer sig selv i bøgerne og skriften og må bruge den kunstige krop til at nå sine egne sanser igen. Byen Prag bliver helet og genopbygget af vej- og husarbejdere og bliver således et symbol på hans udvikling. 5. del af Kassandra Wellendorfs serie 'Storbyportrætter'.
Jeg er blevet gammel nu. Mine øjne er slået i stykker af alle de bogstaver, jeg har kradset mig igennem. Jeg prøver at samle mine sanser, men jeg kan ikke få dem til at hænge sammen. Jeg har brug for en ny krop at samle dem i. En krop med hvilken jeg igen kan gå ud og mærke farverne i min by. Således indleder fortælleren billeddigtet om byen Prag og den jødiske mystik omkring det menneskeagtige væsen Golem, der på magisk vis er skabt af kombinationer af bogstaver i gudsnavnet eller alfabetrækken, og som her stilrent nyfortolkes i frapperende billedrytme.

## Medvirkende
- Tomas Lahoda
- Martin Hub